# Thesium caespitans
Thesium caespitans är en sandelträdsväxtart som först beskrevs av Carl Friedrich von Ledebour, och fick sitt nu gällande namn av N. N. Tzvelev. Thesium caespitans ingår i släktet spindelörter, och familjen sandelträdsväxter. Inga underarter finns listade i Catalogue of Life.